# Paul Dawson

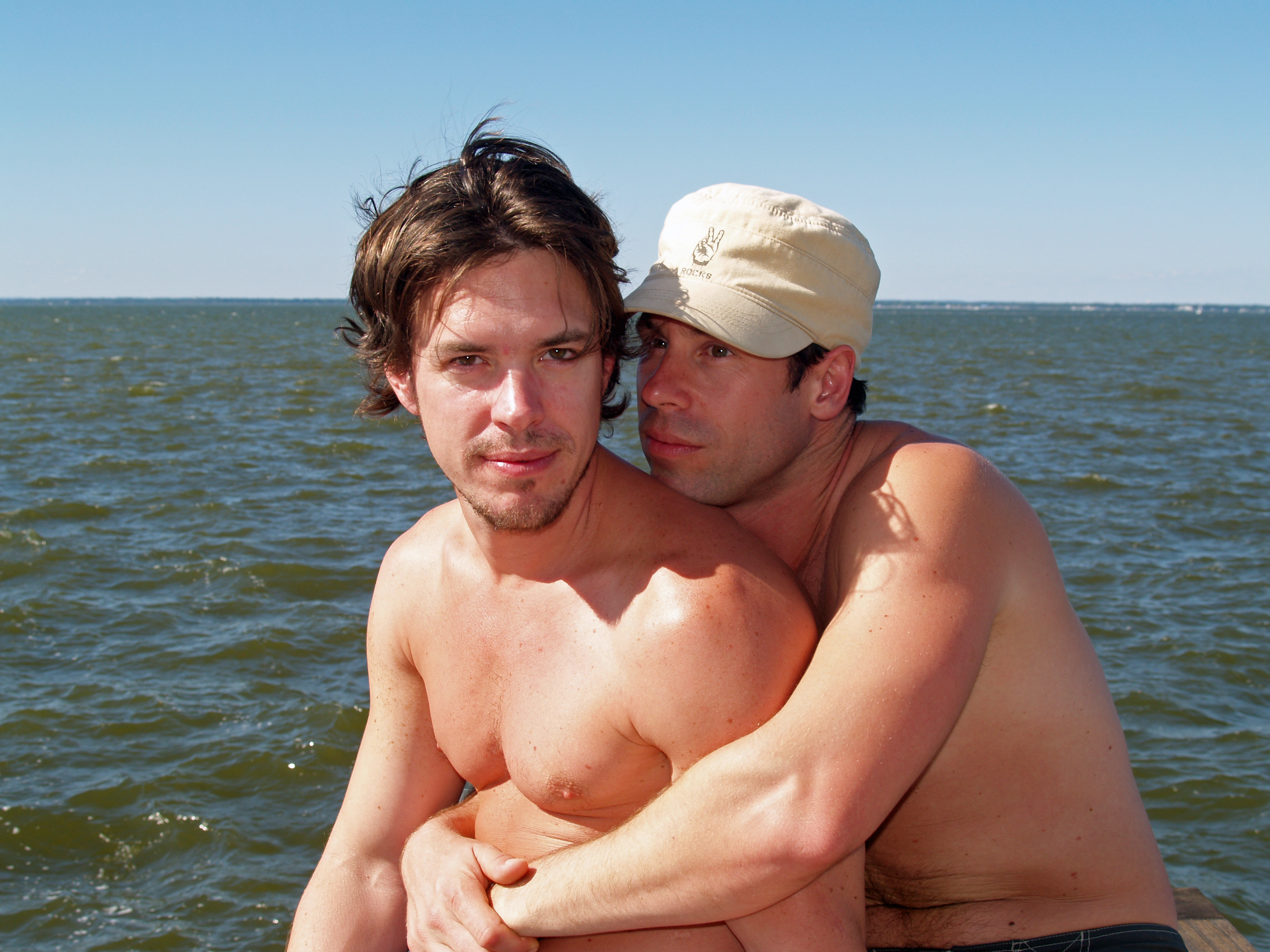
Paul Dawson wraz ze swoim partnerem PJ DeBoyem w sierpniu 2008. Fot. David Shankbone

Paul Dawson, ps. „Pinto” – amerykański aktor.

## Życiorys
W 1998 pojawił się jako Wesley w odcinku programu Sama Sheparda Great Performances pt. Sam Shepard: Stalking Himself. Aktorstwem zajmuje się od 1999. Zadebiutował występem w jednej z głównych ról, jako Tar, u boku Joshuy Leonarda w niezależnym filmie Johna Hussara The Blur of Insanity (1999). Tego samego roku gościnnie wystąpił w serialach telewizyjnych Prawo i porządek (Law & Order) oraz Strangers with Candy. W 2000 zagrał po raz pierwszy w filmie kinowym: komediodramacie Johna Swanbecka Transakcja (The Big Kahuna), towarzysząc na ekranie Kevinowi Spacey i Danny’emu DeVito. W dramacie Urbania (2000), faworycie festiwali filmowych o tematyce LGBT, odegrał epizodyczną postać zakrwawionego mężczyzny. Za rolę w filmie Shortbus (2003) został wraz z innymi członkami obsady nominowany do nagrody Gotham; zdobył również Glitter Award.
Występ w Shortbusie uchodzi za przełom w karierze aktora. Projekt wzbudził kontrowersje ze względu na swoje realistyczne, nieimitowane sceny stosunków płciowych i innych form aktywności seksualnych. W pierwszej i najbardziej sugestywnej scenie filmu bohater kreowany przez Dawsona układa swoje ciało w pozycji halasana (pl. pług), samodzielnie pobudza swój członek oralnie i dopuszcza do wytrysku nasienia do ust. Film, jak i rola Dawsona, zyskały pozytywne recenzje krytyków.
Jest partnerem aktora PJ DeBoya, z którym wystąpił w filmie Shortbus. Od 2004 mieszkają razem w Nowym Jorku.

## Filmografia
- 1998: Great Performances jako Wesley (program TV)
- 1999: The Blur of Insanity jako Tar
- 1999: Prawo i porządek (Law & Order) jako Derek Harland (serial TV)
- 1999: Strangers with Candy (serial TV)
- 1999: Transakcja (The Big Kahuna) jako Bellboy
- 2000: The Mountain King jako Hustler
- 2000: Urbania jako krwawiący mężczyzna
- 2001: Boys to Men
- 2006: Shortbus jako James
- 2007: Gifted and Challenged: The Making of Shortbus jako James/on sam
- 2011: The Lower Angels jako Jim